# Магнетносферски вечно колапсирајући објекат
Магнетносферски вечно колапсирајући објекти или МВКО су представљени 2003. године као алтернативни модели црних рупа од стране Дерила Лејтера и Стенлија Робертсона. Оне су варијација вечно колапсирајућих објеката или ВКО-а које је представио Абхас Митра 1998. године. Митра је тврдио да је доказао да црне рупе не могу бити формиране из сферично симетричних гравитационих колапса звезде. Засновано на овоме, тврдио је да колапс мора бити успорен скоро до застоја путем притиска радијације у Едингтоновом ограничењу.
Сматра се да је теорија заснована на погрешном приступу брзини у општој теорији релативитета.
Предложена лако видљива разлика између МВКО-а и црних рупа јесте у томе што магнетосферски вечно колапсирајући објекти могу произвести своје лично магнетно поље. Непуњена црна рупа не може произвести своје магнетско поље, иако њен акрециони диск може.

## Теоретски модел

### Вечни колапс
У теоретском моделу магнетосферски вечно колапсирајући објекат почиње да се формира скоро на исти начин као и црна рупа,са великом количином материје која колапсира ка унутра према једној тачки. Међутим, како постаје мањи и гушћи, овакав објекат не може само наставити да колапсира и да формира хоризонт догађаја.
Како материја постаје гушћа и топлија, све јаче светли. Постепено њена унутрашњост достиже Едингтонов лимит. У овом тренутку интерни радијацијски притисак је довољан да би зауставио унутрашњи колапс скоро до тачке стагнације.
У ствари, што се колапс дуже одвија, све је спорији, те би колапс до сингуларитета трајао вечно и, супротно црној рупи, МВКО никада не колапсира у потпуности. Пре би било да, према моделу, успорава и улази у вечни колапс.

### Магнетско поље
С обзиром да нема хоризонт догађаја, магнетосферски вечно колапсирајући објекат може имати електрична и магнетска својства. 
Пошто није колапсирао у потпуности, магнетносферски вечно колапсирајући објекат има коначну величину, што му на неки начин дозвољава да носи сингуларни моментум и да се ротира.
Ротација електромагнетско активног магнетносферског вечко колапсирајућег објекта ствара магнетно поље.

## Опсервативни докази
Астроном Рудолф Шилд из Харвард-Смитсонијан центра за астрофизику је 2006. године тврдио да је открио доказе који су доследни унутрашњем магнетном пољу кандидата за црну рупу у квазару заведеном под именом Q0957+561. Крис Рејнолдс са универзитета у Мериленду је критиковао интерпретацију магнетосферских вечно колапсирајућих објеката, предлажући уместо тога да је очигледа рупа у диску могла бити испуњена врло топлим, тананим гасом, који не би могао превише зрачити, те би био тежи за примећивање. Међутим, уместо тога, Лејтер сумња у виталност Рејнолдсове интерпретације.
Очекује се да ће будуће опсервације путем инструмената као што су телескоп хоризонта догађаја или доказати постојање црних рупа, или пружити доказе да је модел магнетосферских вечно колапсирајућих објеката реалистичнији.

## Пријем МВКО модела
Описивање кандидата за црну рупу као што су вечно колапсирајући објекти или магнетосферски вечно колапсирајући објекти није нашироко прихваћено, те је и доста критиковано. Године 2006, Гери Гилмор са института за астрономију на универзитету Кембриџ је изјавио да је концепт магнетосферских вечно колапсирајућих објеката „скоро па сигурно погрешан“." Митрин доказ да се црна рупа не може формирати јесте заснован делом на аргументу да, да би се формирала црна рупа, колапсирајућа материја би морала да путује брже од брзине светлости. Године 2002. су Пауло Крафорд и Исмаел Терено представили ово као пример нетачног али широко распрострањеног погледа, те су објаснили да, да би оквир референце био валидан, посматрач би морао да се креће временски-сличном светском линијом, на или унутар хоризонта догађаја црне рупе, није могуће за једног таквог посматрача да буде просторно фиксиран за једну тачку; све посматраче привлачи црна рупа.